# Rouvroy (Belgien)
Rouvroy  (deutsch veraltet Rüwert) ist eine belgische Gemeinde in der Region Wallonien mit 2144 Einwohnern (Stand 1. Januar 2024). Sie ist die südlichste Gemeinde in Belgien und grenzt unmittelbar an Frankreich. Rouvroy besteht neben dem namensgebenden Hauptort aus den Ortsteilen Dampicourt, Harnoncourt, Lamorteau und Torgny.
Virton liegt fünf Kilometer nördlich, Arlon 30 Kilometer nordöstlich und die Stadt Luxemburg ca. 50 Kilometer östlich. 
Die nächsten Autobahnabfahrten befinden sich bei Habay und Arlon an der A 4/E 25 und in Virton befindet sich der nächste Regionalbahnhof.
Der Flughafen Luxemburg ist der nächste Flughafen mit überregionaler Bedeutung. 

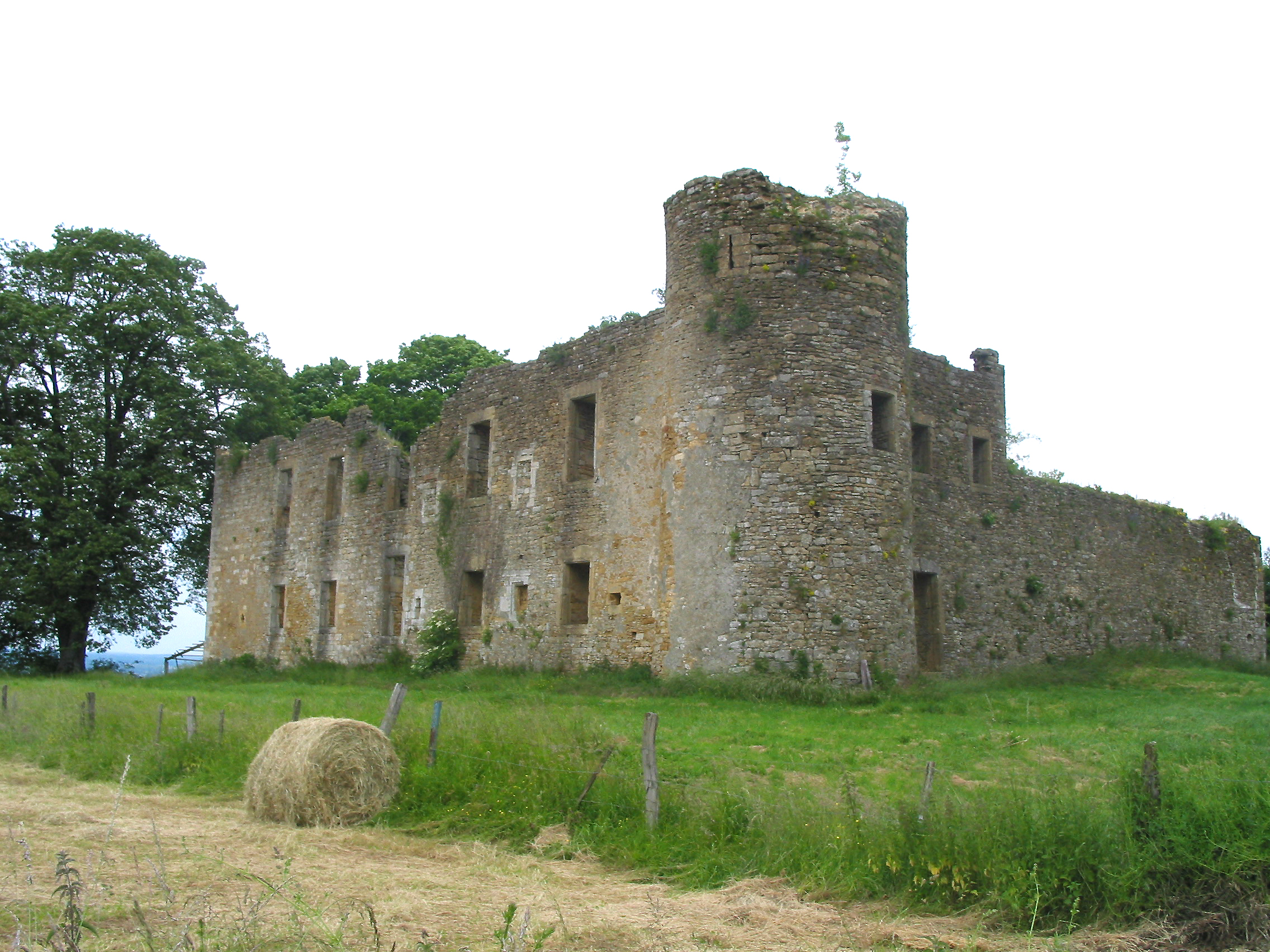
Ruine der Burg Montquintin